# 水面艦艇
水面艦艇（surface vessel）是指在水面上航行和運作的船隻，是水路载具的主体。水面作战舰艇（surface combatant）专指装配了武器系统、用来参与海战、防空、反潜和对岸炮击与火力支援等战斗任务的海军水面舰——即各种军舰，与在水面下航行作戰的潛艇相对应。除军用以外，水面舰艇还可以隸屬於海岸警卫队、水警和救生队單位，担负领海巡逻、搜救、渔政、反恐、缉毒和查緝偷渡、走私与海盗等任務。
水面艦艇的噸位可以從數十噸的褐水小艇到超過10萬噸的大型绿水/蓝水軍艦，其中作战舰艇配備的武器系统從簡單的輕兵器到複雜的舰炮、近防炮、导弹、鱼雷、水雷和深水炸弹等重武器都有，一些军舰还会随行配备航空器（通常为直升机，少数为无人机、观测气球或飞艇）、快艇和潜水器。

## 类别

### 民用

#### 非机动船
- 人力
  - 筏
  - 皮艇
  - 划艇
  - 桨板
  - 脚踏船
  - 水上自行车
  - 纤拉驳船
- 风力
  - 帆船
  - 帆板
  - 风筝船

#### 机动船
- 客轮
  - 远洋客轮
  - 游轮
  - 渡轮
- 货轮
  - 集装箱船
  - 滚装船
- 液货船
  - 油轮
  - 液化天然气载运船
- 游艇
- 快艇
- 水上摩托车
- 风扇艇
- 拖船和驳船
- 渔船和捕鲸船
- 研究船
- 挖泥船
- 破冰船

### 军用

#### 主力作战舰艇
- 航空母舰
- 战列舰
- 巡洋舰
- 驅逐艦
- 护卫舰和轻型护卫舰
- 武库舰
- 濒海战斗舰

#### 支援作战舰艇
- 两栖战舰
- 指挥舰
- 炮艇
- 鱼雷艇
- 导弹快艇
- 登陆艇
  - 气垫登陆艇

#### 辅助舰艇
- 补给舰
- 间谍船
- 巡逻艇
- 扫雷艇和布雷艇
- 宿舍船
- 医院船